# 산성 (건축)

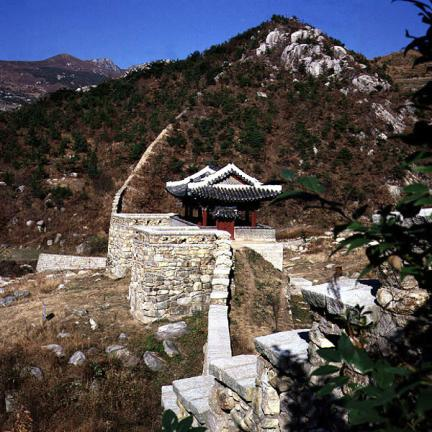
부산광역시 금정구 금정산성

산성(山城, 영어: hill castle 또는 mountain castle)은 능선을 따라 적의 습격에 대비해 축조한 성곽을 말한다.

## 개요
지형에 따라 분류된 성곽의 종류 중 하나이다. 산에 쌓은 성으로, 한국에서는 산이 많은 지형 때문에 일찍부터 산성이 발달하였다. 산성은 평야를 앞에 둔 높은 산에 자리잡는 것이 일반적으로, 적이 나타나면 산으로 입보하여 농성(籠城)을 시도하였다. 한편 평지와는 동떨어진 깊은 산중에 산성을 축조하기도 하는데, 이는 외부와 단절된 채 험한 산을 이용하여 지구전을 계속하기 위함이다. 주로 국도 주변의 산줄기나 지리의 요충지, 도성이나 주요도시에 접한 산, 국경이나 해안 등에 축조되었다.
높은 곳에 자리한 지형적 이점을 가지기 때문에 평지에 있는 성보다 방어력이 월등히 높기 때문에 방어를 위한 군사 거점으로 사용하거나 유사시 피난을 위한 피난지의 역할로 사용되었다. 한국의 경우 고구려 시기부터 평지의 성과 인근 산성을 연계하는 방어전략을 전통적으로 사용하였으며 국내성과 환도산성의 연계와 같은 방식이 조선시대까지 이어져서 조선시대 읍성 인근에는 거의 필수적으로 1개 이상의 산성이 자리하는 방식으로 자리하고 있었다. 산성의 정확한 수를 모두 다 알 수는 없으나 적어도 조선시대 전국 읍성의 숫자가 300개 이상이었으니 산성의 수는 이보다 훨씬 더 많았을 것으로 추정된다.

## 구조

### 한국
한반도에 존재하는 산성은 그 성격에 따라 크게 두 종류로 분류할 수 있다. 첫째는 포곡식(包谷式) 산성으로 산기슭에서부터 시작하여 능선을 따라 정상 가까이까지 축조한 것으로 계곡을 하나 또는 여러개가 포함되도록 함으로써 성내의 가용면적을 넓히고 성내에 수원이 포함되도록 하여 주민들이 평상시 거주하거나 지구전이 가능하도록 한 산성이다. 서울 외곽의 북한산성과 남한산성, 부산 금정의 금정산성, 충북 청주의 상당산성 등은 규모가 큰 포곡식 산성들이다.
둘째는 테뫼식 산성으로 산 정상부를 중심으로 성벽을 두른 것으로, 마치 사발을 엎어놓은 듯하다고 해서 발권식(鉢圈式) 산성, 시루에 흰 번을 두른 것 같다고 해서 시루성, 머리에 수건을 동여맨 것 같다고 해서 머리띠식 산성이라고도 한다. 대개 규모가 작은 산성이 이에 속하며 울산의 이천리 단조산성, 양산의 울산으로 연결되는 단조산성, 김해의 분산성, 함안의 성산산성, 순천의 검단산성, 부여의 증산성과 청마산성 등이 있다. 그밖에 산성이 위치한 지형조건에 따라 고로봉형(栲栳峰形)·산봉형(蒜峰形)·사모형(紗帽形)·마안형(馬鞍形) 등으로 나누기도 하나 이에 따른 실제적인 구분은 매우 어렵다. 산성과 평지성의 성격을 함께 갖춘 평산성(平山城)이 있는데 이는 평지에서부터 배후의 산등성이를 감싸고 축조한 것으로, 이러한 형태는 지형과 취락입지에 기인한 한국 성곽 특징에 속한다. 주로 국경지방의 변방읍성이 이에 속하며, 한국 대부분의 읍성이 이러한 성격을 보이고 있다.

#### 성문
성문은 성의 안밖을 드나들 수 있도록 만든 통로로서 유사시 적의 공격을 저지하는 역할을 하며, 성문의 위치에 따라 도시의 가로체계가 형성되고, 더욱이 성문의 견고성에 비례하여 성곽의 방호능력이 평가되기 때문에 중요하게 여긴다.  성문은 다른 곳에 비해 큰 돌을 사용해 튼튼하게 구축했다. 다른 한국의 성과 같이 산성에서도 성문의 둘레에 옹성(甕城)과 적대(敵臺) 등을 시설하여 그 취약점을 보완하거나 강화하였다.

#### 장대
장대는 전투시 군사의 지휘에 용이한 지점에 축조한 장수의 지휘소를 말한다. 장대는 모든 성에 다 둔 것은 아니고 성곽의 규모가 크고 중요한 성곽에 장대를 둠으로 유리한 지형적 조건이 있는 곳에 설치하였다. 장대는 성내 지형 중 가장 높고 지휘, 관측이 용이한 곳에 설치하였는데 성내 면적이 넓고 한곳에서 지휘하기 곤란한 지형에서는 지휘에 편리한 곳에 장대를 추가로 두어 방향에 따라 동, 서, 남, 북 장대라는 이름을 붙여 불렀다. 장대는 전투시에는 지휘소인 반면 평상시에는 성관리와 행정기능도 수행하였을 것으로 보인다. 장대의 위치는 성내에만 있는 것이 아니고 지형에 따라 성벽에 붙여 설치하기도 하였다. 실전에 있어서는 장대 한 곳에서 독전하기 어려워 문루 등으로 나아가 지휘하기도 하였는데 보통은 규모가 크지 않은 단층형식이였다. 대부분 남한산성의 서장대인 수어장대와 수원화성에서는 중층 누각형식을 취하고 있다.

## 형태에 따른 분류
- 테뫼식 산성 : 산 정상부에 띠를 두르듯이 축조된 산성을 의미한다. 비상시 피난처로의 역할이 강하며 산 정상부의 특성상 면적이 좁고 물을 구할 수 없다는 약점이 있어 장기적인 농성전은 불가능하다는 단점이 있다.
- 포곡식 산성 : 골짜기를 끼고 주변 산 정상부와 능선을 따라 축조된 산성. 주변 산 능선부를 따라 축조되다보니 당연히 대규모 산성이 되고 성이 끼고 있는 골짜기에서 물을 구할 수 있기 때문에 식량만 충분하다면 장기적인 농성이 가능하여 평시에도 군사 거점으로 사용되는 경우가 많다.
- 평산성 : 평지성이 산을 끼고 있는 형태로 건설된 경우. 평지지역의 방어력이 취약하여 방어거점으로의 역할보다는 읍성의 역할을 수행하는 경우가 많다. 한국 전통 읍성 축조양식의 상당수가 이 평산성 양식에 속한다.

## 한국의 산성
- 공주 공산성: 특이하게 산성이면서 읍성의 역할을 겸한 경우
- 남한산성: 내부에 행궁이 있어 형식상 행재성으로 분류하며 광주유수부가 이 곳에 있어서 읍성의 역할과 병영성의 역할을 겸하였다.
- 북한산성
- 보은 삼년산성
- 부여 부소산성
- 청주 상당산성
- 남원 교룡산성
- 경주 명활성
- 위나암성: 고구려시대에 축성된 산성이다.
- 행주산성
- 독산성
- 금정산성: 삼국시대에 축성된 성이자 임진왜란에 재건축된 산성
- 배산성지: 부산에 위치한 신라시대부터 통일신라시대까지 축성된 산성
- 임진산성: 용인의 임진산(예진산) 129m에 조성된 성이다. 조선보물고적조사자료에는 임진왜란 당시 임진산성, 풍덕천진지로 명명되어 있지만 최근 발굴결과에서 구연부, 동체부 토기편으로 백제의 타날문토기가 발굴되었다.
- 가덕도 성북왜성: 임진왜란 당시 축성된 일본식 산성
- 노포동산성 : 봉수대를 지키기 위해 역할을 수행한 방호벽
- 수정동산성
- 석성산성
- 기장산성
- 아차산성: 서울의 유일한 고구려유적이자 산성

## 같이 보기
- 읍성
- 진성
- 왜성
- 토성
- 장성